# Гуртук
Гурту́к — блюдо каракалпакской кухни. Представляет собой мясо-мучное блюдо с отварным раскатанным тестом прямоугольниками и отварным мясом.

## Приготовление
Для приготовления блюда чаще всего используется баранина, говядина. Мясо нарезается небольшими кусками и отваривается в воде в казане. В процессе варки в казан кладутся целыми и очищенными морковь, лук. Снимается образовавшаяся пена. При завершении варки мяса снимается часть жира и им поливается лук, нарезанный кружочками. Затем мясо вынимается и отваривается гуртук. Гуртук выкладывается на широкую плоскую тарелку ровным слоем. По центру кладется мясо, а вокруг — морковь и лук, ранее залитый жиром. Перед подачей блюда гости моют руки. Каждому гостю подается бульон в пиале. По желанию в пиалу может быть положен стручок красного перца. Один из гостей раздает небольшие кусочки мяса и кости с мясом, присутствующим на трапезе, а сам разделяет на мелкие кусочки остальное мясо. Гуртук едят руками. Берётся кусочек мяса, кладется на гуртук, затем они вместе отправляются в рот.
Гуртук может служить основанием другого блюда. Если все ингредиенты мелко нарезать и перемешать, то получится блюдо «турама» («крошево») — каракалпакский бешбармак.

## Название
Название блюда на каракалпакском языке на кириллице пишется гуртик. Однако, при произношении, скорее всего, звучит как гуртк, гуртук.